# Шибаев, Валентин Евгеньевич
Валентин Евгеньевич Шибаев (22 июня 1932 — 14 декабря 2013, Санкт-Петербург, Российская Федерация) — советский и российский тренер по лёгкой атлетике, заслуженный тренер России.

## Биография
Тренировался под руководством заслуженного тренера СССР И. М. Токаря, выступал в беге на средние и длинные дистанции. Окончил Киевский Политехнический институт по специальности инженер-металлург. Затем совмещал работу по основной специальности с тренерской деятельностью, работал в Киеве, Кемеровской области, Выборге и Ленинграде-Петербурге в спортивных обществах «Трудовые резервы», «Труд», а в последние десятилетия — ШВСМ и «Академии легкой атлетики Санкт-Петербурга».
Среди учеников — заслуженные мастера спорта, мастера спорта международного класса, мастера спорта СССР и России: чемпионка мира Юлия Чиженко, чемпион Европы Дмитрий Богданов, чемпион Всемирной Универсиады Валентин Смирнов, чемпионы и призеры чемпионатов страны Людмила Корчагина (Аксенова), Рекордсменка Украины Шевченко Анжелика, Галина Головинская (Сизинцева), Ирина Минина (Кузина), Олеся Тюрина, Жанна Вокуева, Александр Сторожев (мл.), Павел Хворостухин и другие известные спортсмены.